# Brütal Legend
Brütal Legend är ett action-musikspel utvecklat Double Fine Productions och gavs ut av Electronic Arts till Playstation 3 och Xbox 360 den 16 oktober 2009 och 26 februari 2013 till Microsoft Windows. Spelet är regisserat av Tim Schafer.

## Handling

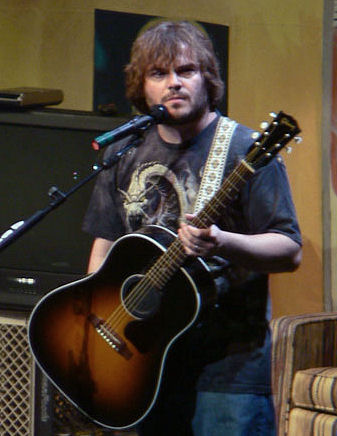
Figuren Eddie Riggs är delvis byggd på Jack Black som var röstskådespelare för Riggs i spelet.

Spelets huvudperson är Eddie Riggs, som är "världens bästa roadie" för "världens sämsta heavy metal-band", Kabbage Boy. Riggs röst spelas av Jack Black, som också har varit en förebild för figuren. Han är döpt efter Eddie the Head, Iron Maidens maskot, och Derek Riggs, konstnären som skapade Eddie the Head.
Under en konsert råkar bandet förstöra scenen och Eddie Riggs blir skadad då scenen ramlar ned på honom efter att han försökt att rädda en bandmedlem. Blod rinner ned för Riggs arm och droppar ned på hans bältesspänne, och av en slump råkar den skadade Eddie tillkalla heavy metal-guden Ormagödens ande, som tar honom till en episk fantasivärld av rock.
Spelets fantasivärld är inspirerad av olika heavy metal-bands albumomslag och sångtexter. Enligt spelets mytologi är den nutida världens skapare Ormagöden, som i spelet kallas för The Eternal Fire Beast, Cremator of the Sky och Destroyer of the Ancient World. Man kan under spelets gång hitta så kallade "Artifacts of Legend" som berättar hur världen har skapats och dess historia.
I denna alternativa värld har den mänskliga rasen förslavats av Doviculus, en ond kejsare från en plats kallad "The Tainted Coil", och hans glam metal-mänskliga gunstling, general Lionwhyte. I spetsen för motståndsrörelsens kamp mot Doviculus är en liten grupp människor, som Eddie slår sig ihop med: Lars Halford, hans syster Lita och Ophelia, som Eddie fattar ett romantiskt intresse för. Till deras grupp ansluter senare många allierade ledare och deras underlydande, som exempelvis scenmästare Mangus (röst av Alex Fernandez), den basspelande helaren The Kill Master (röst av Lemmy Kilmister), den eldfixerade och molotovcocktail-kastande The Fire Baron, och "djungelkvinnan" Rima. Eddie träffar även The Guardian of Metal som ger uppgraderingar till Eddie, i form av föremål och vapen som hjälper Eddie i uppdraget, som till exempel The Deuce (en hotrod som Riggs kör runt i), The Separator (yxa), Clementine (en gitarr med vilken Riggs kan döda demoner) med mera.

## Röstskådespelare
- Jack Black - Eddie Riggs
- Tim Curry - Doviculus
- Rob Halford  -General Lionwhyte
- Zach Hanks - Lars Halford, Fire Baron
- Kath Soucie - Lita
- Jennifer Hale - Ophelia
- Alex Fernandez - Mangus, Air Corpse
- Lemmy Kilmister - Kill Master
- Lita Ford - Rima
- Ozzy Osbourne - Guardian of Metal, Dadbat
- Kyle Gass - Kage the Kannonier
- Steve Agee - Skull Raker
- Brian Posehn - Hunter
- Ginny Westcott - Val, Suzie
- Robin Atkin Downes - Fletus, Warfathers
- Nika Futterman - Mombat, Daughterbat, Razor Girls, Groupies, Zaulia
- Richard Steven Horvitz - Jack the Lift-Op, Kabbage Boy Guitarist
- Craig Marker - Kabbage Boy Singer, Roadies, Gravediggers
- Joey Camen - Kabbage Boy Bassist, Bouncers
- Grey DeLisle - Zaulia / Brides
- David Sobolov - Pit Boss, Treeback, Bouncers, Druids
- Steve Blum - Thunderhogs / Sparkies
- Kari Wahlgren - Dominatrices
- André Sogliuzzo - Ratguts
- Corey Burton - Berättaren

## Spelsätt
Spelet är helt öppet, med en stor värld som spelaren kan utforska. Det förekommer även så kallade "Stage Battles" som går ut på att man, en mot en, ska bygga en armé för att förstöra sin motståndares scen men samtidigt skydda sin egen. Spelet har också ett flerspelarläge där flera spelare deltar i olika stage battles.

## Soundtrack
Spelet innehåller många olika låtar. Både klassiska och moderna heavy metal-låtar. Dessa kan man samla på sig i spelvärlden och lyssna på i Eddie Riggs hotrod vid namn "The Deuce" aka "The Druid Plow". Låtarna spelas också när man stöter på fiender.
| Låt                                 | Artist                 |
| ----------------------------------- | ---------------------- |
| "A Serpentine Crave"                | Bishop of Hexen        |
| "Ad Noctis"                         | Rotting Christ         |
| "Am I Evil?"                        | Diamond Head           |
| "Angel Witch"                       | Angel Witch            |
| "Angels Don't Kill"                 | Children of Bodom      |
| "Assault Attack"                    | Michael Schenker Group |
| "Back at the Funny Farm"            | Motörhead              |
| "Battle Angels"                     | Sanctuary              |
| "Battle Hymn"                       | Judas Priest           |
| "Believer"                          | Ozzy Osbourne          |
| "Betrayal"                          | Lita Ford              |
| "Birth of the Hero"                 | Tvangeste              |
| "Blackout"                          | Scorpions              |
| "Blitzkrieg"                        | Deathstars             |
| "Bomber"                            | Girlschool             |
| "Breadfan"                          | Budgie                 |
| "Cathode Ray Sunshine"              | Dark Tranquillity      |
| "Children of the Grave"             | Black Sabbath          |
| "Crack the Skye"                    | Mastodon               |
| "Cremation"                         | King Diamond           |
| "Cry of the Banshee"                | Brocas Helm            |
| "Dawn of Battle"                    | Manowar                |
| "Deadly Sinners"                    | 3 Inches of Blood      |
| "Destroy the Orcs"                  | 3 Inches of Blood      |
| "Diary of a Madman"                 | Ozzy Osbourne          |
| "Die for Metal"                     | Manowar                |
| "Dr. Feelgood"                      | Mötley Crüe            |
| "Drink the Blood of the Priest"     | Brocas Helm            |
| "Fast as a Shark"                   | Accept                 |
| "For the Glory Of"                  | Testament              |
| "Free Your Hate"                    | KMFDM                  |
| "Frost"                             | Enslaved               |
| "Girlfriend"                        | Kabbage Boy            |
| "God of Thunder"                    | Kiss                   |
| "Goliaths Disarm Their Davids"      | In Flames              |
| "Hall of the Mountain King"         | Savatage               |
| "Her Ghost in the Fog"              | Cradle of Filth        |
| "High Speed Dirt"                   | Megadeth               |
| "Holiday"                           | Scorpions              |
| "Ignisis Dance"                     | Wrath of Killenstein   |
| "In the Black"                      | Motörhead              |
| "Insomnia"                          | Dark Fortress          |
| "Kickstart My Heart"                | Mötley Crüe            |
| "Lay It Down"                       | Ratt                   |
| "Leather Rebel"                     | Judas Priest           |
| "Live Wire"                         | Mötley Crüe            |
| "Loke"                              | Enslaved               |
| "Love Dump"                         | Static-X               |
| "Machine Gunn Eddie"                | Nitro                  |
| "March of the Crabs"                | Anvil                  |
| "Marching Off to War"               | Motörhead              |
| "Master Exploder"                   | Tenacious D            |
| "Murmaider"                         | Dethklok               |
| "Metal Church"                      | Metal Church           |
| "Metal Storm/Face the Slayer"       | Slayer                 |
| "Metal Thrashing Mad"               | Anthrax                |
| "More Than Meets the Eye"           | Testament              |
| "Mr. Crowley"                       | Ozzy Osbourne          |
| "Mr. Scary"                         | Dokken                 |
| "Narita"                            | Riot                   |
| "Never Say Die"                     | Black Sabbath          |
| "Nightstalker"                      | Cloven Hoof            |
| "No Love Lost"                      | Carcass                |
| "Oblivion Instrumental"             | Mastodon               |
| "One Shot at Glory"                 | Judas Priest           |
| "Overnight Sensation"               | FireHouse              |
| "Painkiller"                        | Judas Priest           |
| "Progenies of the Great Apocalypse" | Dimmu Borgir           |
| "Pure Evil"                         | Iced Earth             |
| "Queen of Desire"                   | Ostrogoth              |
| "Queen of the Masquerade"           | Crimson Glory          |
| "Riding the Storm"                  | Running Wild           |
| "Rip the System"                    | KMFDM                  |
| "Road Racin"                        | Riot                   |
| "Rock Bottom"                       | UFO                    |
| "Rock of Ages"                      | Def Leppard            |
| "Skeleton on your Shoulder"         | Coroner                |
| "Snap Your Fingers, Snap Your Neck" | Prong                  |
| "So Frail"                          | Mirrorthrone           |
| "Soul Thrashing Black Sorcery"      | Skeletonwitch          |
| "Stigmata"                          | Ministry               |
| "Still of the Night"                | Whitesnake             |
| "Sulphur Injection"                 | Apostasy               |
| "Superbeast"                        | Rob Zombie             |
| "Swords and Tequila"                | Riot                   |
| "Symptom of the Universe"           | Black Sabbath          |
| "Tag Team"                          | Anvil                  |
| "Technical Difficulties"            | Racer X                |
| "The Axeman"                        | Omen                   |
| "The Beautiful People"              | Marilyn Manson         |
| "The Hellion/Electric Eye"          | Judas Priest           |
| "The Metal"                         | Tenacious D            |
| "The Somber Grounds of Truth"       | Bishop of Hexen        |
| "The Wild and the Young"            | Quiet Riot             |
| "Thieves"                           | Ministry               |
| "Through the Fire and Flames"       | Dragonforce            |
| "Thus Spake the Nightspirit"        | Emperor                |
| "Tornado of Souls"                  | Megadeth               |
| "Warriors Dawn"                     | Slough Feg             |
| "(We Are) the Road Crew"            | Motörhead              |
| "Welcome Home"                      | King Diamond           |
| "Wheels of Steel"                   | Saxon                  |
| "When the Night Falls"              | Iced Earth             |
| "Witches"                           | Candlemass             |
| "World of Hurt"                     | Overkill               |
| "Y.R.O."                            | Racer X                |
| "Youth Gone Wild"                   | Skid Row               |
| "Zoom Club"                         | Budgie                 |